# Océan (Schiff, 1790)
Die Océan war ein 118-Kanonen-Linienschiff (Dreidecker) 1. Ranges der Commerce-de-Marseille-Klasse der französischen Marine, das von 1790 bis 1850 in Dienst stand.

## Geschichte

### Bau
Die spätere Océan wurde am 30. September 1785 als erstes Schiff ihrer Klasse bestellt und am 12. August 1786 im Marinearsenal von Brest mit dem Namen États de Bourgogne auf Kiel gelegt. Der Stapellauf erfolgte am 8. November 1790 und die Indienststellung im Dezember 1790. Zwei Monate nach ihrem Schwesterschiff Commerce de Marseille.

### Einsatzgeschichte

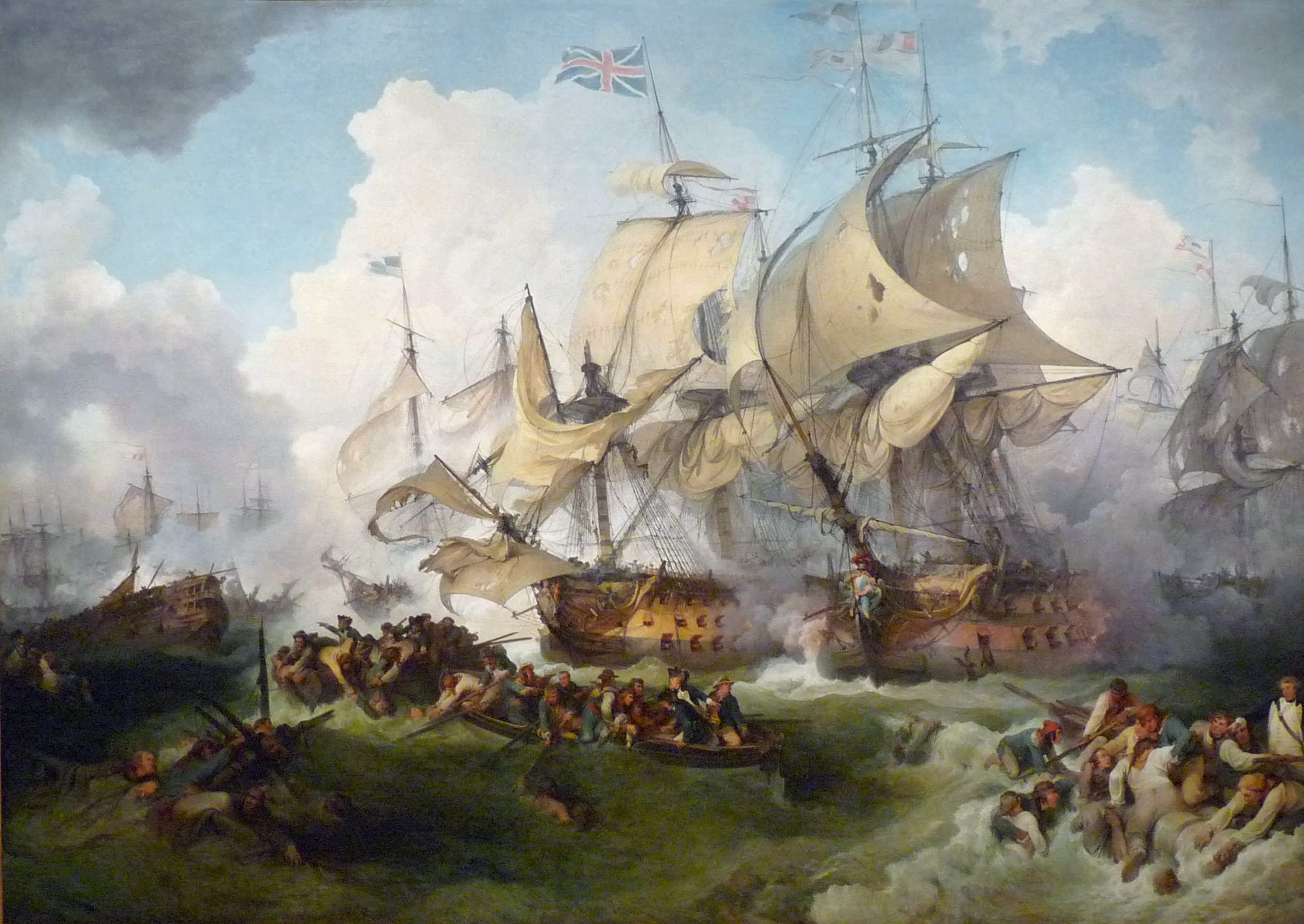
– Seeschlacht am 13. Prairial –
Die Montagne (vorne) im Gefecht mit der Queen Charlotte (hinten).

Nach ihrer Indienststellung war die États de Bourgogne Flaggschiff eines der in Brest stationierten Geschwader und größte Einheit der französischen Atlantikflotte (Flotte du Ponant). Nach Errichtung der Ersten Französischen Republik wurde das Schiff am 21. Januar 1793 in Côte d’Or und am 22. Oktober in Montagne umbenannt. Im Folgejahr war sie Flaggschiff der französischen Flotte unter Konteradmiral Villaret de Joyeuse in der Seeschlacht am 13. Prairial (1. Juni 1794), wo sie sich ein mehrstündiges Feuergefecht mit dem britischen Flaggschiff HMS Queen Charlotte lieferte. Hierbei wurde sie schwer beschädigt und ihr Kommandant Paul Bazire sowie weitere 300 Mann der Besatzung getötet.
Am 25. Mai 1795 wurde das Schiff in Peuple und nur fünf Tage später offiziell in Océan umbenannt, wobei die Umbenennung erst am 26. Juni nach ihrem Einlaufen in Lorient wirksam wurde. Tage zuvor war sie, noch unter dem Namen Peuple und Flaggschiff von Villaret de Joyeuse, an der Seeschlacht bei der Île de Groix (23. Juni 1795) beteiligt.
Am 14. Dezember 1801 verließ die Océan, als Teil einer französischen Flotte, Brest mit dem Ziel der Kolonie Saint-Domingue (siehe Haitianische Revolution). Hierbei konnte sich der durch Admiral Villaret de Joyeuse geführte französische Verband ohne Behinderung durch britische Kräfte bewegen, da es zu diesem Zeitpunkt keinen Krieg mit Großbritannien gab (siehe Frieden von Amiens). Die Expedition wurde aber trotzdem zu einem militärischen wie politischen Desaster für Frankreich, in deren Folge es 25.000 Soldaten verlor und die Kolonie Saint-Domingue sich ab dem 1. Januar 1804 unter dem Namen Haiti für unabhängig erklärte.
Im Jahr 1809 wurde Océan erneut als Flaggschiff einer Flotte von 11 Linienschiffen und 4 Fregatten unter dem Kommando von Vizeadmiral Zacharie Allemand eingesetzt. Dieser Verband lag auf der Reede von Rochefort vor Anker und war im April 1809 bereit, zur Unterstützung der französischen Kolonien in die Karibik aufzubrechen. Hierbei wurde sie am 11. April durch britische Schiffe angegriffen und in die Seeschlacht bei der Île-d’Aix verwickelt, in welcher die Franzosen 4 Linienschiffe und 1 Fregatte verloren.
Am 2. August 1850 wurde die Océan, nach fast 60 Dienstjahren, außer Dienst gestellt und ab Mai 1851 als Schwimmende Batterie in Brest verwendet. Anfang 1854 endete auch diese Verwendung und das Schiff wurde zum 25. April 1855 aus der Liste der Kriegsschiffe der französischen Marine gestrichen. Anschließend wurde es in Brest, im selben Baudock, in welchem es 65 Jahre zuvor gebaut wurde, abgebrochen.

## Bemerkungen
1. ↑  Die französische Einteilung in Rangklassen wich von der britischen ab. Zum Zeitpunkt der Fertigstellung  der Océan waren französische Schiffe Ersten Ranges Dreidecker mit bis zu 118 Kanonen oder Zweidecker mit 80 Kanonen.